# Joe Dassin
Joseph Ira Dassin, známý jako Joe Dassin, (5. listopadu 1938, New York, USA - 20. srpna 1980, Papeete, Tahiti) byl americko-francouzský zpěvák, kytarista a hudební skladatel.
Narodil se v USA, ale jeho rodina pod tlakem mccarthismu odešla koncem 40. let do Evropy a roku 1950 se usadila v Paříži. Frankofonní svět dobře přijal jeho pokus zkombinovat americký folk a country s francouzským romantickým šansonem. Jeho nejúspěšnější písní byla L'Été indien (Indiánské léto) z roku 1975, kterou napsal Toto Cutugno. Dassin sám psal písně např. pro Melinu Mercouri (Le Portugais, Je suis grecque) či France Gallovou (Bébé requin, Toi que je veux, La Vieille Fille, 24 / 36, Souffler les bougies). K jeho hitům patří též Si tu n'existais pas (Kdybys neexistovala) či Champs Elysées. Zpíval ve francouzštině, němčině, angličtině, španělštině, italštině i řečtině. Zemřel na srdeční selhání ve 41 letech na Tahiti.